# Polifenizm

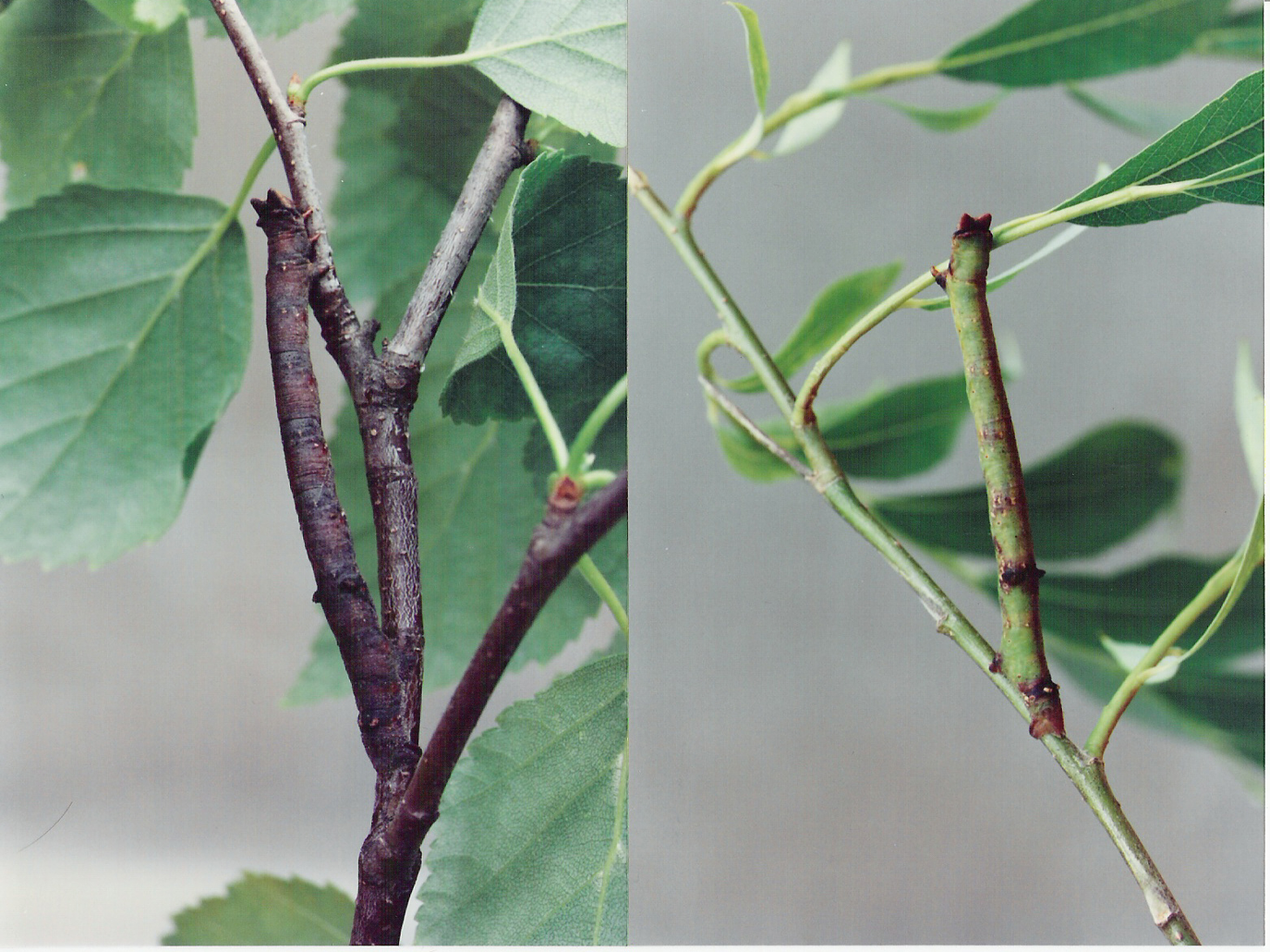
Polifenizm u gąsienicy Biston betularia. Barwa zmienia się w zależności od temperatury, zagęszczenia lub diety.

Polifenizm – adaptacja, w której z jednego genotypu mogą wynikać różne fenotypy, w zależności od warunków środowiska. Jest jednym z rodzajów plastyczności fenotypowej.
Polifenizm zależny od temperatury umożliwia owadom zmianę ubarwienia w zależności od pory roku zapewniając kamuflaż w zmieniającym się środowisku. Polifeniczne zmiany morfologiczne mogą być również wywoływane obecnością drapieżnika. Daphnia cucullata po pojawieniu się w środowisku kairomonu wydzielanego przez drapieżne larwy wytwarza dodatkowe struktury obronne na głowie (ang. neckteeth). Gdy drapieżnik jest nieobecny w środowisku wioślarki bez dodatkowej struktury mają ułatwione przemieszczanie się w wodzie. Tego typu zmiany występujące sezonowo określa się jako cyklomorfozę. Kijanki Spea multiplicata mogą rozwinąć cechy morfologiczne oraz zachowanie zapewniające wszystkożerność lub drapieżnictwo w zależności obecności egzogennych toksyn i składu pokarmu. Forma mięsożerna ma szersze szczeki oraz lepiej rozwinięte mięśnie ogona.

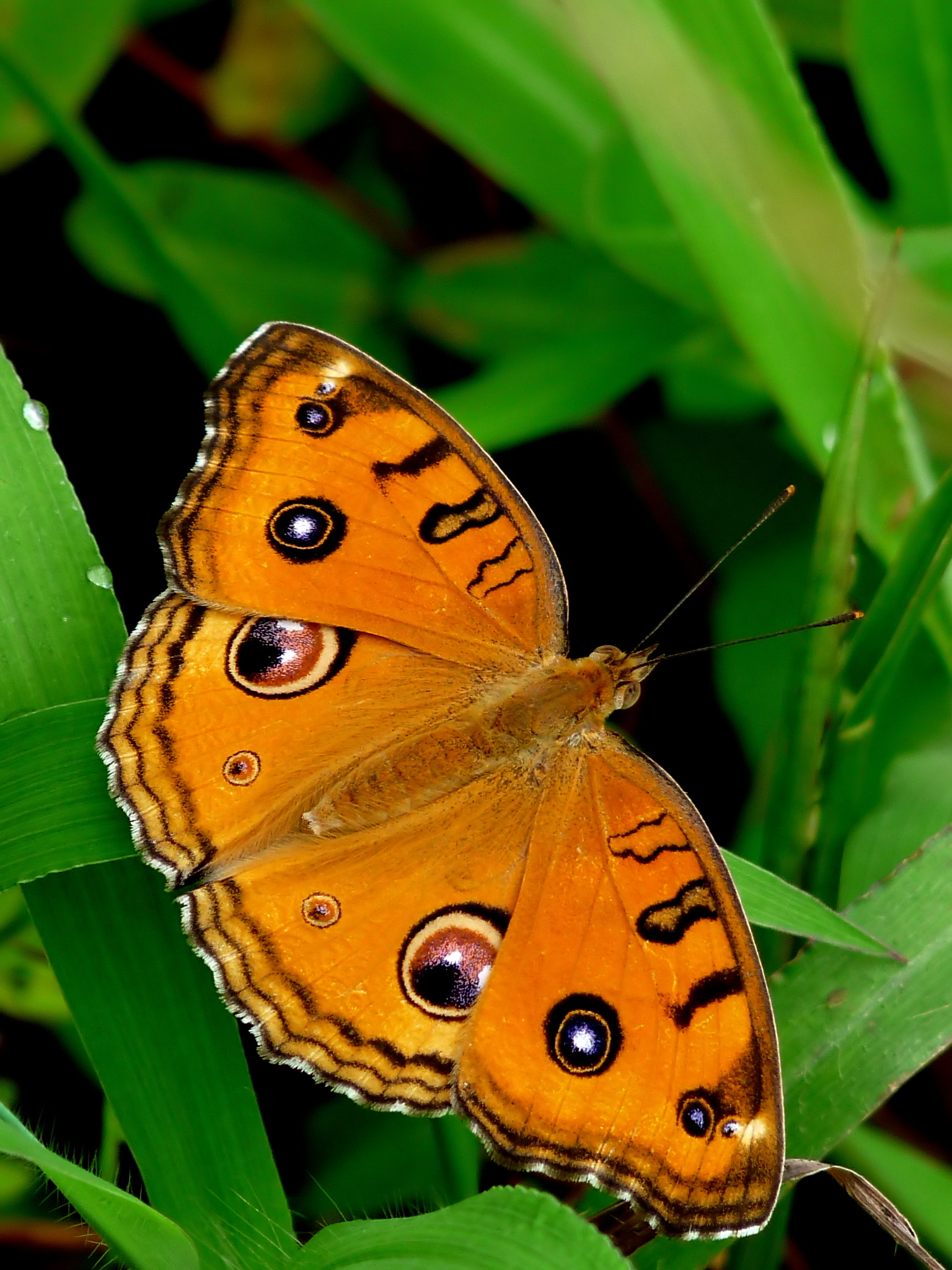
Junonia almana, Forma w sezonie mokrym (strona górna)
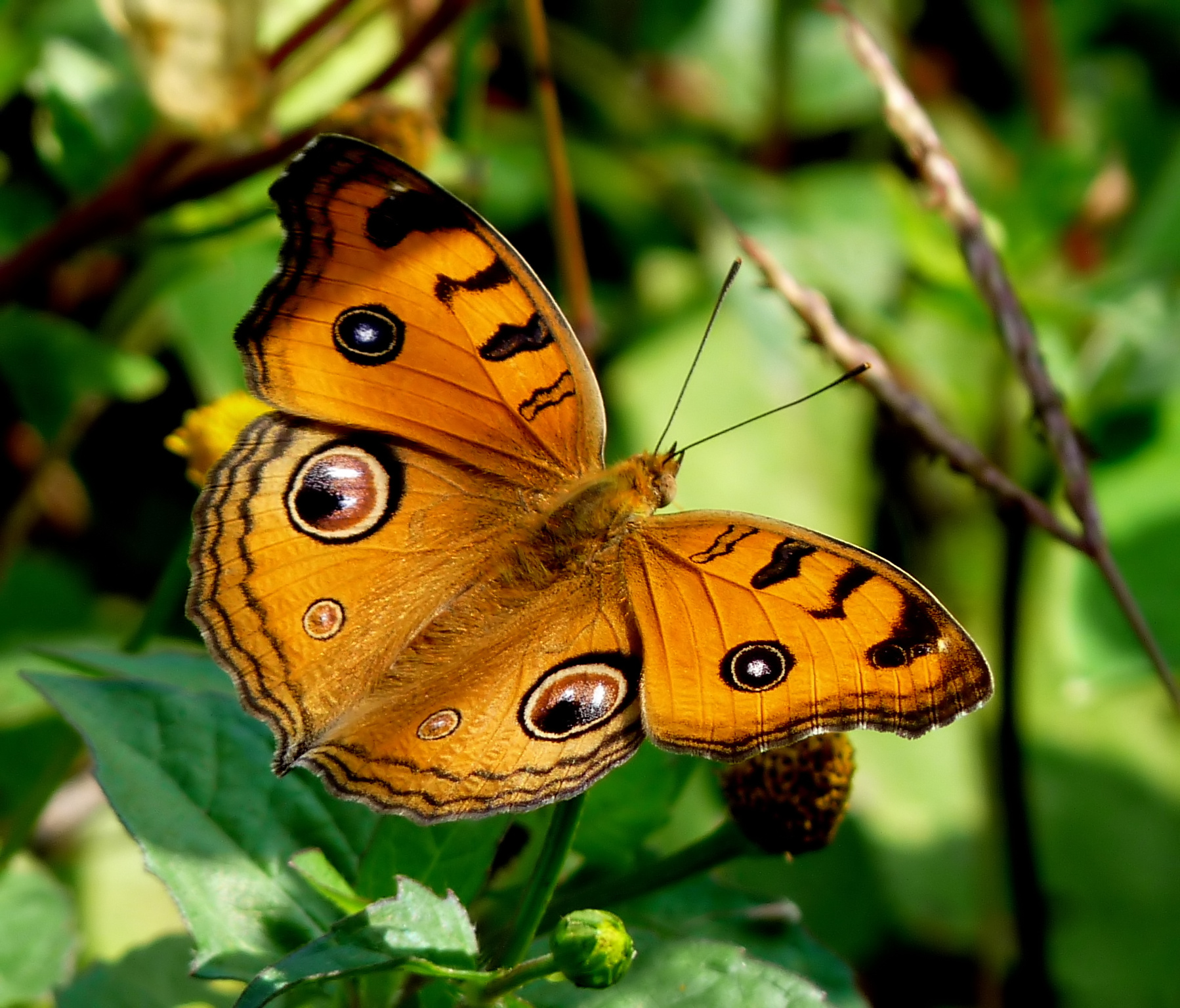
Junonia almana, Forma w sezonie suchym (strona górna)
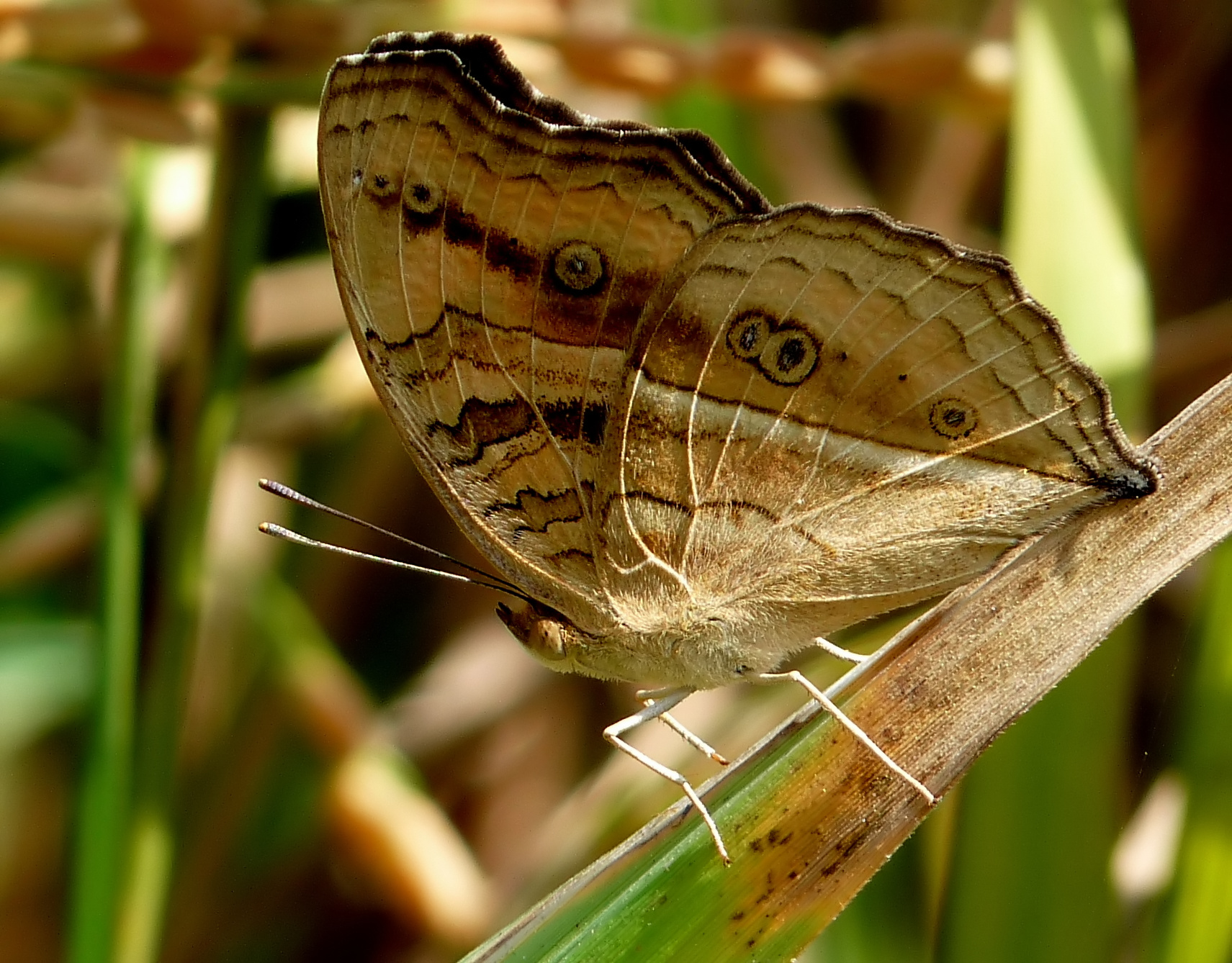
Junonia almana, Forma w sezonie mokrym (strona dolna)
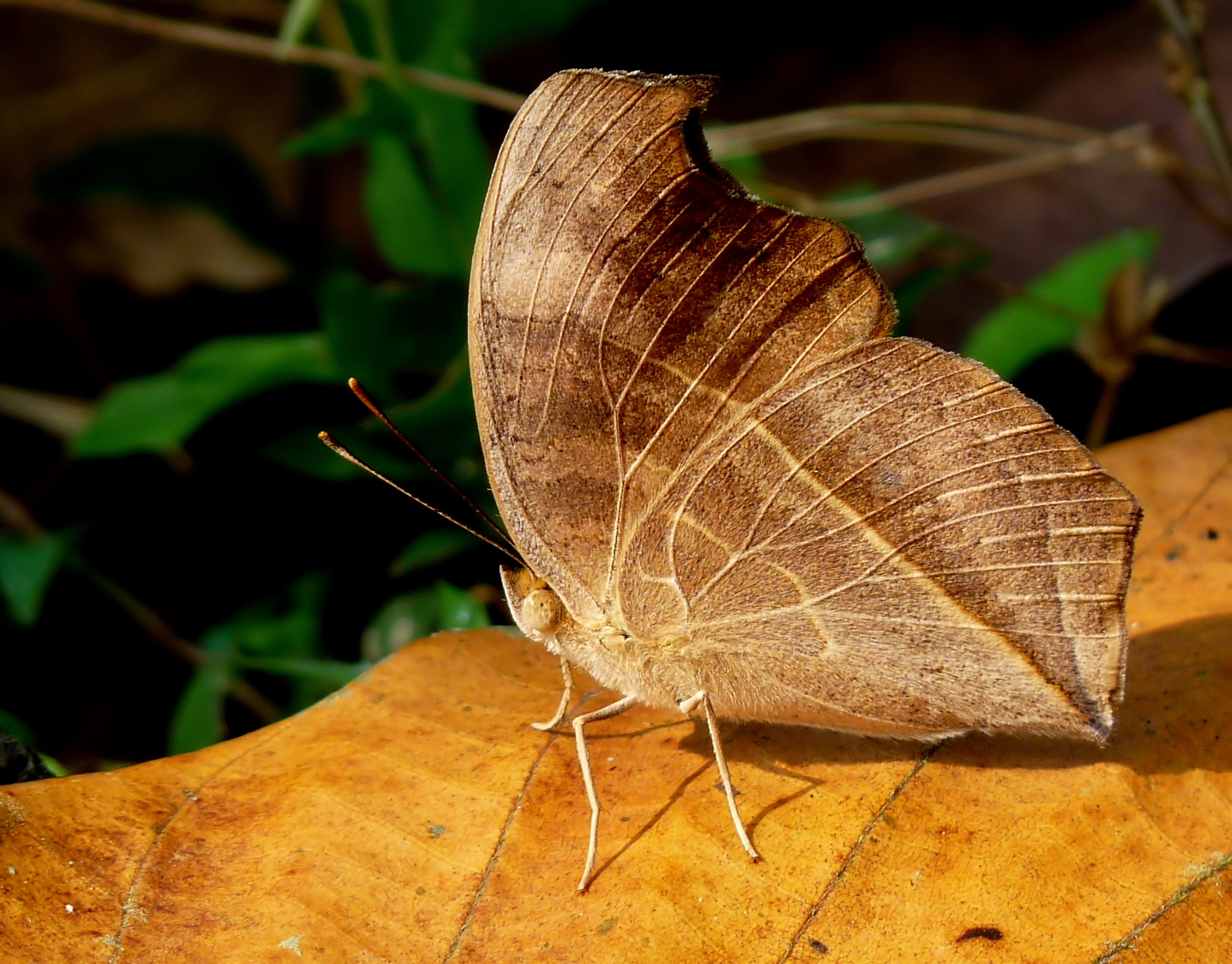
Junonia almana, Forma w sezonie suchym (strona dolna)

Szczegółowo poznanym rodzajem polifenizmu jest termiczna determinacja płci u gadów. U tej grupy zwierząt płeć jest determinowana nie przez genotyp lecz przez warunki środowiska. Płeć potomstwa jest zależna od temperatury panującej podczas rozwoju embrionalnego. O ile łuskonośne wykazują się zarówno determinacją genetyczną jak i termiczną to u żółwi morskich, krokodyli i sfenodontów płeć jest zależna wyłącznie od temperatury. Determinacja genetyczna zapewnia stosunek płci 1:1. Gdy płeć jest determinowana przez warunki środowiska może dochodzić do znacznych dysproporcji między samcami a samicami. Adaptacyjna rola termicznej determinacji płci nie jest w pełni wyjaśniona.